# Strada statale 291 var della Nurra
La strada statale 291 var della Nurra (SS 291 var), è un'importante strada statale italiana. Scorre nel nord-ovest della Sardegna e rappresenta una delle dorsali principali della regione. Una volta ultimata collegherà le città più importanti di questa parte della Sardegna, Sassari e Alghero.

## Percorso

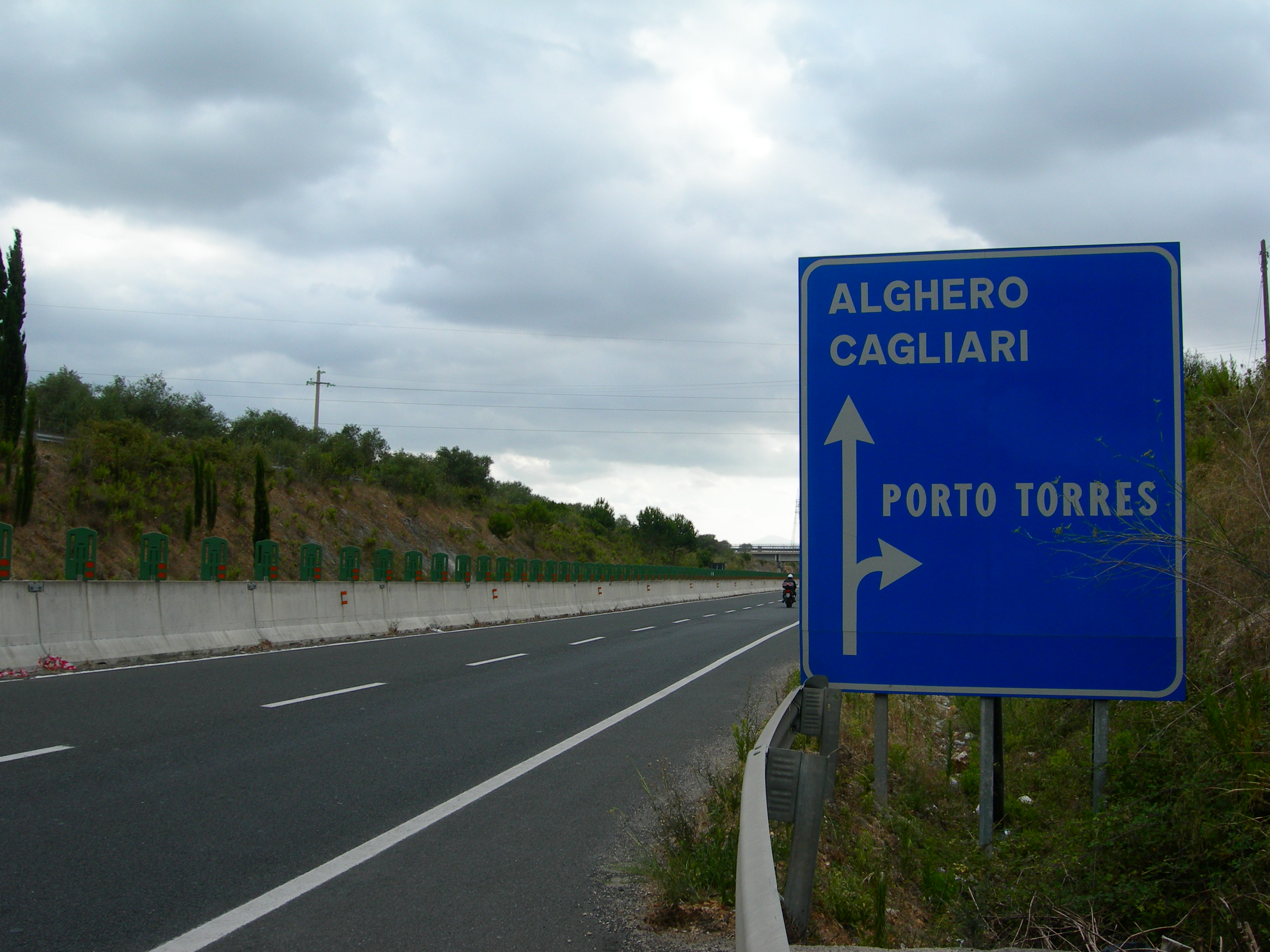
Tratto in direzione Alghero all'altezza dello svincolo per la SS131.

Inizia a Sassari dove si innestava con il tracciato ormai dismesso della strada statale 131 Carlo Felice, e si snoda attraverso la pianura della Nurra.

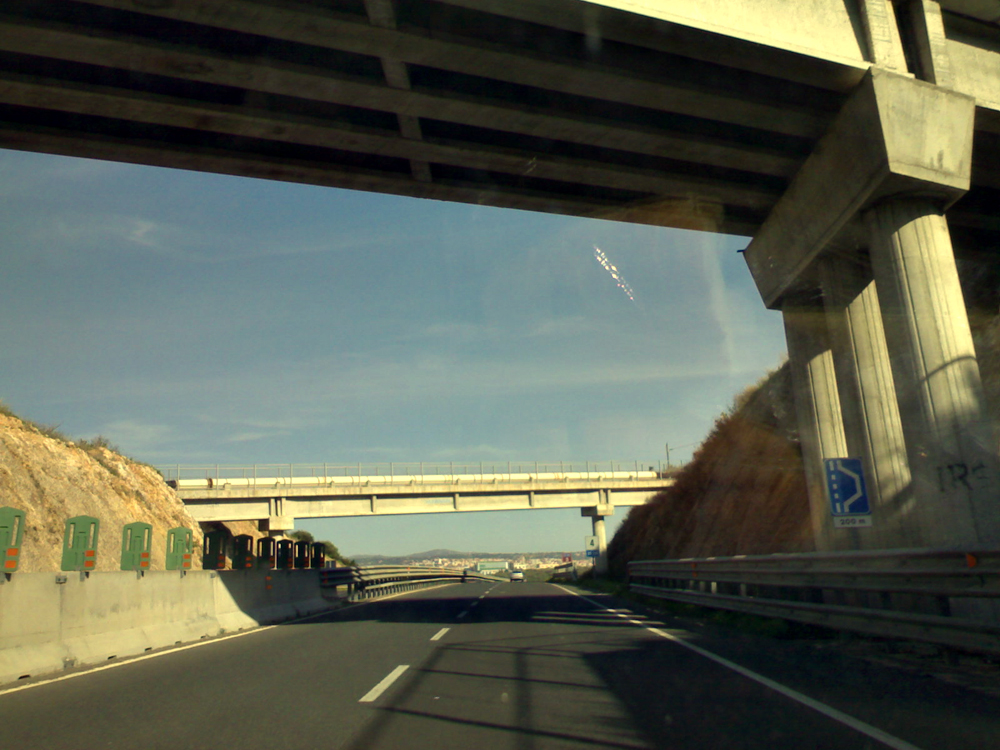
SS 291 var nei pressi di Sassari, al km 4.

Passa per lo svincolo con il nuovo tracciato della strada statale 131 Carlo Felice, attraversa la località di Bancali, fino a giungere nelle vicinanze del paese di Olmedo. Proseguendo verso sinistra si procede in quello che, prima dell'inaugurazione del tratto a quattro corsie, era l'originale tracciato della statale 291, ora strada provinciale. La strada prosegue fino ai pressi della stazione Mamutanas per poi, con una variazione (SS 291 var/a), si innesta sulla strada statale 127 bis Settentrionale Sarda.

## Tracciato
| della Nurra |                                                      |        |        |           |
| Tipo        | Indicazione                                          | ↑km↑   | ↓km↓   | Provincia |
|             | ex Carlo Felice                                      | 0      | 23,753 | SS        |
|             | Predda Niedda Strada 1                               | 0,615  | 23,138 | SS        |
|             | Sassari - Bancali - La Landrigga                     | 1,30   | 22,453 | SS        |
|             | Carlo Felice - Cagliari                              | 4,80   | 18,953 | SS        |
|             | Argentiera - Bancali                                 | 7,60   | 16,153 | SS        |
|             | Lago di Baratz                                       | 10,60  | 13,153 | SS        |
|             | Aeroporto di Alghero-Fertilia della Nurra - Fertilia | 13,55  | 10,203 | SS        |
|             | della Nurra - Alghero bis Olmedo                     | 18,55  | 5,203  | SS        |
|             | della Nurra                                          | 23,753 | 0      | SS        |

## Infrastrutture

### Viadotti
| della Nurra |           |      |      |           |
| Nome        | Lunghezza | km   | km   | Provincia |
| Riomannu    | 240 m     | 9,8  | 10,1 | SS        |
| Su Siddaiu  | 150 m     | 23,4 | 23,6 | SS        |

## Progetti e lavori in corso
L'importanza a livello nazionale e regionale che la strada riveste (collega infatti due fra le città più importanti della Sardegna, nonché un aeroporto), ha fatto sì che la strada fosse inserita dal Ministero dei Trasporti nello SNIT (Sistema Nazionale Integrato dei Trasporti) e nel piano dei progetti infrastrutturali relativi al G8 che si sarebbe dovuto svolgere nel 2009 a La Maddalena, individuando in essa, unitamente alla strada statale 131 Carlo Felice, alla strada statale 131 Diramazione Centrale Nuorese e alla strada statale 597 di Logudoro, gli assi principali e portanti dell'intera viabilità sarda. Per le arterie sopra citate sono previsti in futuro interventi di adeguamento agli standard autostradali, ad iniziare dal completamento della tratta a quattro corsie dalla località di Olmedo fino all'aeroporto e alla città di Alghero, con l'ulteriore realizzazione di una tangenziale con direttrice nord-sud nella città della Riviera del Corallo.
Il 3º lotto della nuova strada a quattro corsie è stato ultimato ed aperto al traffico nel luglio 2013, mentre il 2º lotto nell'ottobre 2013. Per la costruzione del 1º e del 4° lotto sono iniziati i lavori il 18 settembre 2024 ed il loro termine è previsto per il 2028 .